# Лінда Сембрант
Лінда Сембрант (швед. Linda Birgitta Sembrant, нар. 15 травня 1987) — шведська футболістка, срібна призерка Олімпійських ігор 2016 року.

## Виступи на Олімпіадах
| Олімпіада           | Дисципліна | Місце |
| ------------------- | ---------- | ----- |
| Лондон 2012         | футбол     | 7     |
| Ріо-де-Жанейро 2016 | футбол     | 2     |

## Зовнішні посилання
- Лінда Сембрант — олімпійська статистика на сайті Sports-Reference.com (англ.) (архівна версія)